# 합의판정
합의판정은 KBS N 스포츠의 프로그램으로, 스포츠와 사회 이슈를 결합시켜 토론식으로 진행하는 프로그램이다. 원래는 아이 러브 베이스볼 시즌 6 코너 중 하나였으나, 비시즌에 독립프로그램이 되었다.
5월 15일 27회 방송부터 출연진에 변화가 있었다. 오효주 아나운서가 진행하며 장성호 KBS N 스포츠 해설위원과 박지훈 변호사, 스포츠동아 강산 기자가 함께한다.

## 같이 보기
- 아이 러브 베이스볼
- 주간야구
- 야시장
- 워너 B
- 베이스볼 투나잇
- 베이스볼 S
- 랭킹 베이스볼
- 베이스볼 어워즈
- 먼데이 나잇 베이스볼
- 스포츠 타임 베이스볼
- 야구 읽어주는 남자
- 야구가 좋다